# Distretto di Miskolc
Il distretto di Miskolc (in ungherese Miskolci járás) è un distretto dell'Ungheria, situato nella provincia di Borsod-Abaúj-Zemplén.